# Tymczasowa Dyktatura Wojskowa Mugania
Tymczasowa Dyktatura Wojskowa Mugania (ros. Временная военная диктатура Мугани) - krótkotrwały twór państwowy na Muganiu w latach 1918–1919.

Flaga Tymczasowej Dyktatury Wojskowej Mugania

Wiosną 1918 r. wojska tureckie wkroczyły na Zakaukazie. Część z nich skierowała się w kierunku lenkorańskiego i lżewackiego ujezdów. W odpowiedzi 4 sierpnia tego roku w mieście Priszib doszło do zjazdu przedstawicieli miejscowej ludności, na którym ogłoszono powstanie Tymczasowej Dyktatury Wojskowej Mugania ze stolicą w Lenkoranie. Na jej czele stanął Biały Rosjanin płk W. T. Suchorukow. Obszar Mugania był zamieszkany w większości przez Tałyszów i kolonistów rosyjskich, którzy postanowili zawrzeć sojusz z Białymi gen. Antona I. Denikina. Jednocześnie władze Dyktatury odrzuciły uznanie zwierzchności państwowej Demokratycznej Republiki Azerbejdżanu. Pod koniec 1918 r. w Machaczkale przedstawiciele Dyktatury weszli w skład Rządu Kaukasko-Kaspijskiego, kierowanego przez starszinę wojskowego Łazara F. Biczerachowa, który podlegał adm. Aleksandrowi W. Kołczakowi. 28 grudnia miał miejsce zjazd w Lenkoranie, na którym ponownie odrzucono władzę rządu azerbejdżańskiego. Jednocześnie utworzono Radę Krajową w składzie 30 delegatów i Mugański Rząd Krajowy złożony z 11 członków Rady na czele z Białym Rosjaninem płk. Iliaszewiczem. Azerowie bezskutecznie próbowali wyjaśnić problem przynależności państwowej Mugania w rozmowach z Brytyjczykami. W Muganiu swoją wywrotową działalność rozwinęli też bolszewicy. Zorganizowali oddziały partyzanckie zwalczające zarówno władze azerbejdżańskie, jak i miejscowe. 24 kwietnia 1919 r. w Lenkoranie centralny komitet partii bolszewickiej ogłosił wybuch powstania pod przewodnictwem komitetu wojskowo-rewolucyjnego. Bolszewicy szybko przejęli władzę, po czym podczas zjazdu w Lenkoranie w dniach 15-18 maja tego roku została ogłoszona Mugańska Republika Radziecka.